# 페르 귄트
《페르 귄트》(노르웨이어: Peer Gynt)는 1867년 노르웨이 극작가 헨리크 입센이 쓴 5막으로 된 운문극이다. 입센의 작품 중 가장 잘 알려지고 널리 공연되는 작품 중 하나다.
《페르 귄트》는 주인공이 노르웨이 산악 지대에서 북아프리카 사막을 거쳐 다시 노르웨이로 돌아오는 여정을 담고 있다. 클라우스 반 덴 베르크에 따르면 "낭만주의적 기원을 가지고 있으나, 이 작품은 또한 새롭게 등장하는 모더니즘의 단편화를 예견하며" "영화적 대본은 시적 표현과 사회 풍자, 현실적 장면과 초현실적 장면을 혼합한다." 《페르 귄트》는 미루기와 회피를 바탕으로 한 삶의 이야기로도 묘사되어 왔다.
입센은 19세기 관습적인 무대 기술이 연극에 부과한 제약을 의도적으로 무시하며 《페르 귄트》를 집필했다. 40개의 장면은 시간과 공간, 의식과 무의식을 자유롭게 넘나들며, 민속적 환상과 냉철한 현실주의를 조화시킨다. 레이먼드 윌리엄스는 《페르 귄트》를 아우구스트 스트린드베리의 초기 희곡 《행운아 페테르의 여행》(1882년)과 비교하면서, 두 작품 모두 당시 연극의 한계를 뛰어넘는 새로운 종류의 극적 행위를 탐구했다고 주장한다. 두 작품은 "언어와 시각적 구성으로 이루어진 일련의 이미지"를 만들어냈는데, 이것은 "영화에서만 기술적으로 가능한 것이었다."
입센은 이 작품의 느슨한 영감이 된 노르웨이 민담 《페르 귄트》가 실화에 근거한다고 믿었다. 또한 귄트 가문의 "일종의 모델"로 자신의 가문인 시엔의 입센/파우스 가문과 어린 시절의 기억을 활용했다고 밝혔다. 페르 귄트의 어머니인 오세의 캐릭터는 자신의 어머니 마리켄 알텐부르크를 바탕으로 했음을 인정했으며, 페르의 아버지 욘 귄트는 일반적으로 입센의 아버지 크누트 입센을 바탕으로 한 것으로 해석된다. 또한 1845년 출간된 페테르 크리스텐 아스비에른센의 노르웨이 민담집 《휠드레 이야기와 민간전승》에서도 전반적인 영감을 받았다.
이 희곡은 이탈리아에서 집필되었으며, 1867년 11월 14일 코펜하겐의 덴마크 출판사 귈덴달에서 1,250부가 초판으로 발행되었다. 초판이 빠르게 매진되어 14일 만에 2천 부가 재판으로 발행되었으나, 이 재판본이 완판되기까지는 7년이 걸렸다. 입센이 살았던 시기에 덴마크어를 기반으로 한 덴마크와 노르웨이의 문어체는 거의 동일했으나, 입센은 《페르 귄트》를 다수의 고유한 노르웨이어 단어를 포함한 다소 현대화된 덴마크-노르웨이어로 썼다.
《페르 귄트》는 1876년 2월 24일 크리스티아니아(현재의 오슬로)에서 초연되었으며, 에드바르드 그리그가 작곡한 원곡이 사용되었다. 이 음악에는 오늘날 가장 잘 알려진 클래식 작품인 "산 속 마왕의 궁전에서"와 "아침의 기분"이 포함되어 있다. 이 작품은 1881년 독일어로, 1892년 영어로, 1896년 프랑스어로 번역되어 출간되었다. 21세기에도 이 작품의 현대적 영향력은 지속되고 있으며, 전통적인 방식과 현대적 실험극 형태로 전 세계에서 널리 공연되고 있다.
비에른스티에르네 비에른손은 이 작품의 "노르웨이의 이기주의, 편협성, 자족성에 대한 풍자"를 높이 평가하며 "훌륭하다"고 평했으나, 한스 크리스티안 안데르센, 게오르그 브라네스, 클레멘스 페테르센은 모두 널리 퍼진 적대적인 평가에 동참했으며, 페테르센은 이 작품이 시가 아니라고 썼다. 특히 페테르센의 비평에 격분한 입센은 "이 작품은 시다. 그리고 지금 시가 아니라면, 앞으로 시가 될 것이다. 우리나라, 노르웨이의 시에 대한 개념은 이 책에 따라 형성될 것이다"라고 주장하며 자신의 작품을 옹호했다. 《페르 귄트》에서의 시적 성취를 이렇게 옹호했음에도 불구하고, 이 작품은 운문을 사용한 그의 마지막 작품이 되었다. 《청년동맹》(1869년) 이후로 입센은 산문으로만 희곡을 썼다.

## 등장인물
- 오세, 농부의 미망인
- 페르 귄트, 오세의 아들
- 곡식 자루를 든 두 노파
- 아슬라크, 대장장이
- 혼례 하객
- 주방장
- 바이올린 연주자
- 이 지역에 새로 이주한 부부
- 솔베이그와 어린 헬가, 이주한 부부의 딸들
- 헤그스타드의 농부
- 잉그리드, 농부의 딸
- 신랑과 신랑의 부모
- 세 명의 산악 젖가공인
- 초록 옷을 입은 여인, 트롤 공주
- 산의 노인, 트롤 왕(산의 왕으로도 알려짐)
- 다수의 트롤 신하들, 트롤 처녀들, 트롤 아이들
- 마녀 두 명
- 브라우니, 닉시, 노움 등
- 못생긴 아이
- 뵈위그, 어둠 속의 목소리
- 카리, 농가의 아낙
- 면화 상인
- 무슈 발롱
- 에버코프 씨
- 트룸페테르스트롤레 씨
- 여행 중인 신사들
- 도둑
- 장물아비
- 아니트라, 베두인 족장의 딸
- 아랍인들
- 여자 노예들
- 무희들
- 멤논 석상
- 기자의 스핑크스
- 베그리펜펠트 박사, 카이로 정신병원 원장
- 후후, 말라바르 해안 출신의 언어 개혁가
- 후세인, 동방의 대신
- 왕비를 어머니로 둔 사내
- 여러 정신병 환자들과 간병인들
- 노르웨이 선장
- 선원들
- 정체불명의 승객
- 목사/악마(페르는 목사라고 생각함)
- 장례 일행
- 교구 관리인
- 단추 주조공
- 마른 체격의 인물

## 줄거리

### 제1막
페르 귄트는 한때 명망 높았던 욘 귄트의 아들이다. 욘은 잔치를 벌이고 호화롭게 살면서 전 재산을 탕진했고, 결국 농장을 떠나 행상인이 되어 아내와 아들을 빚더미에 남겨두었다. 아내 오세는 아들이 자라서 아버지가 잃어버린 재산을 되찾기를 바랐으나, 페르는 곧 쓸모없는 인물로 여겨진다. 그는 노르웨이 민담 《아스켈라덴》의 막내아들과 비슷한 특성을 지닌 시인이자 허풍선이다.
극이 시작되면서 페르는 실패로 끝난 순록 사냥 이야기를 들려주는데, "순록 타기"로 알려진 유명한 연극 장면이다. 어머니는 그의 풍부한 상상력을 조롱하고, 가장 부유한 농부의 딸인 잉그리드와의 기회를 놓친 것을 꾸짖는다. 페르는 다음 날로 예정된 잉그리드의 결혼식에 가려고 하는데, 신부와 기회를 잡을 수도 있다고 생각하기 때문이다. 어머니는 그가 완전히 망신당하는 것을 막으려고 서둘러 뒤따른다.

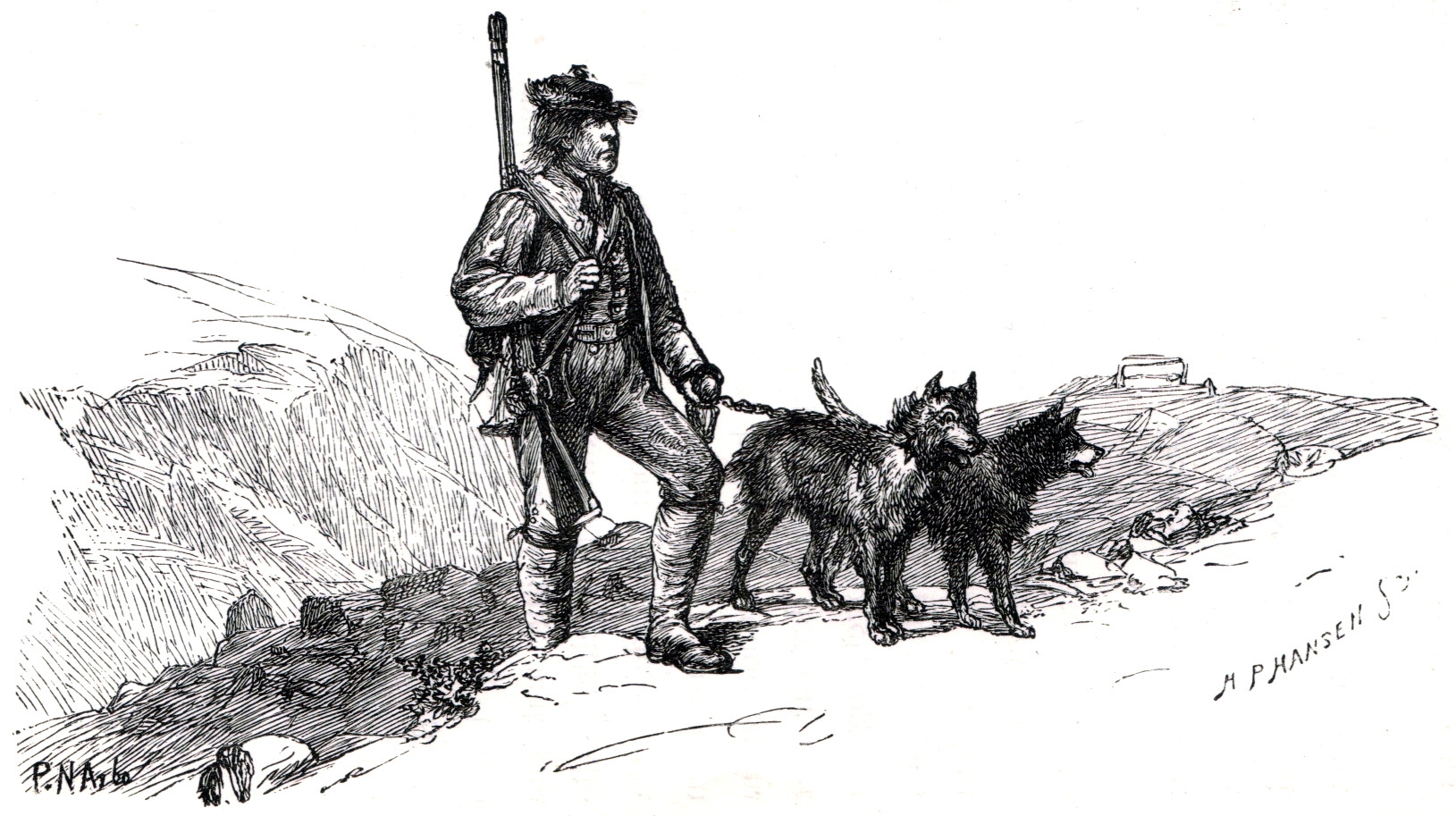
입센이 《페르 귄트》의 느슨한 모티프로 삼은 민담의 주인공 페르 귄트

결혼식에서 다른 하객들은 페르를 조롱하고 비웃는데, 특히 이전의 싸움으로 원한을 품은 대장장이 아슬라크가 그러하다. 같은 결혼식에서 페르는 다른 계곡에서 온 하우게파 신도 가족을 만난다. 그는 즉시 큰딸 솔베이그를 알아보고 춤을 청하지만, 솔베이그는 아버지가 반대할 것이라는 이유와 이미 들려온 페르의 평판 때문에 거절한다. 솔베이그가 떠나자 페르는 술을 마시기 시작한다. 신부가 방에 틀어박혔다는 소식을 듣자 기회를 틈타 그녀를 데리고 도망쳐서 산속에서 하룻밤을 보낸다.

### 제2막
페르는 잉그리드를 납치한 죄로 추방된다. 그가 산을 떠돌아다닐 때 어머니와 솔베이그의 아버지가 그를 찾는다. 페르는 트롤들의 구애를 기다리는 세 명의 요염한 낙농장 처녀들을 만난다(구드브란스달렌 지방의 민간설화 모티프). 그는 그들과 어울려 크게 취하고 다음 날 혼자서 숙취에 시달린다. 바위에 머리를 부딪치고 기절하면서, 제2막의 나머지 부분은 아마도 페르의 꿈속에서 일어나는 일일 것이다.
그는 초록 옷을 입은 여인을 만나는데, 그녀는 자신이 트롤 산악왕의 딸이라고 주장한다. 둘은 함께 산속 궁전으로 말을 타고 가고, 트롤 왕은 페르가 자신의 딸과 결혼한다면 트롤이 될 기회를 준다. 페르는 여러 조건에 동의하지만 결국 거절한다. 그때 초록 옷을 입은 여인이 임신했다는 사실과 마주하게 된다. 페르는 이를 부인하며 그녀를 건드리지도 않았다고 주장하지만, 현명한 트롤 왕은 그가 머릿속으로 아이를 잉태했다고 답한다. 이 극의 줄거리와 이해에 중요한 것은 트롤 왕이 던진 질문이다. "트롤과 인간의 차이가 무엇이냐?"
산의 노인이 답하기를 "저 하늘이 빛나는 바깥에서는 인간들이 '너 자신에게 진실하라'고 말한다. 여기 안에서는 트롤들이 '너 자신에게 충분하라'고 말한다." 자기중심벽은 이 극에서 트롤들의 전형적인 특징이다. 그때부터 페르는 이를 자신의 좌우명으로 삼아 항상 자신이 자기 자신이라고 선언한다. 그런 다음 그는 실제로 묘사할 수 없는 생물인 뵈위그를 만난다. "당신은 누구십니까?"라는 질문에 뵈위그는 "나 자신"이라고 답한다. 시간이 흐르면서 페르는 뵈위그의 중요한 말도 좌우명으로 삼는다: "돌아가라". 그 후 평생 동안 그는 자신이나 진실과 마주하는 대신 "돌려 말하기"만 한다.
잠에서 깨어난 페르는 솔베이그의 여동생 헬가를 만나는데, 그녀는 언니가 보낸 음식과 안부를 전한다. 페르는 소녀에게 은단추를 주며 솔베이그에게 전해 달라고 하고 자신을 잊지 말아 달라고 부탁한다.

### 제3막
도망자가 된 페르는 산속에 자신의 오두막을 짓기 위해 고군분투한다. 솔베이그가 나타나 자신이 그와 함께 살겠다고 고집한다. 그녀는 이미 선택했으며 돌아갈 수 없다고 말한다. 페르는 기뻐하며 그녀를 환영하지만, 그녀가 오두막에 들어서는 순간 절뚝거리는 소년을 데리고 초록색 옷을 입은 늙어 보이는 여인이 나타난다.
이 여인은 산속 궁전에서 만났던 초록 옷을 입은 여인이며, 그녀 옆의 반인간 아이는 페르가 그곳에 머무는 동안 머릿속으로 낳은 아이다. 그녀는 페르가 솔베이그를 마주할 때마다 자신과 그의 모든 과거의 죄를 기억하도록 저주를 내린다. 페르는 "돌아가라, 페르"라는 유령 같은 목소리를 듣고 떠나기로 결심한다. 그는 솔베이그에게 무거운 것을 가지러 가야 한다고 말한다. 그는 어머니가 죽기 직전에 돌아왔다가 곧 바다 건너로 떠난다.

### 제4막

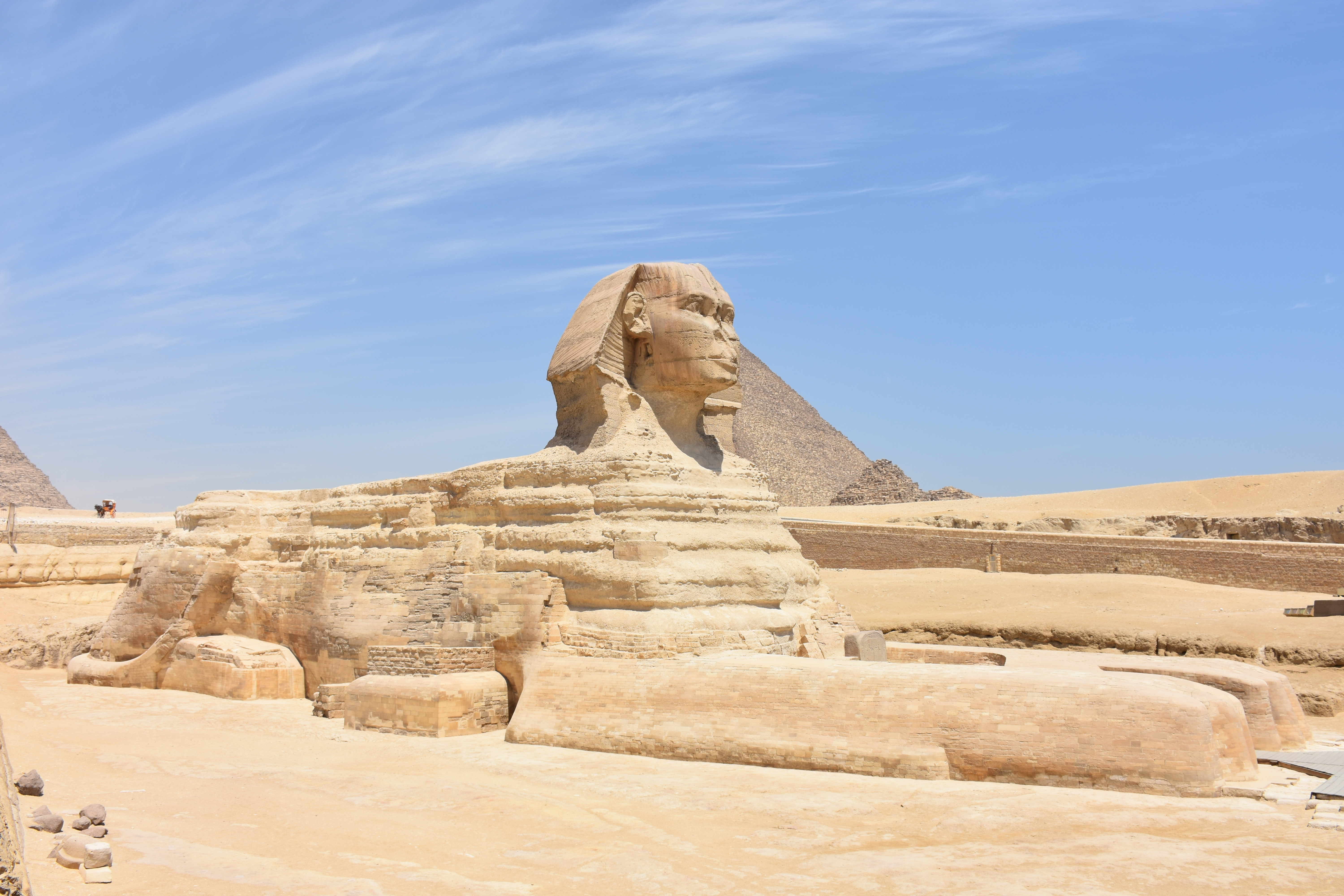
스핑크스

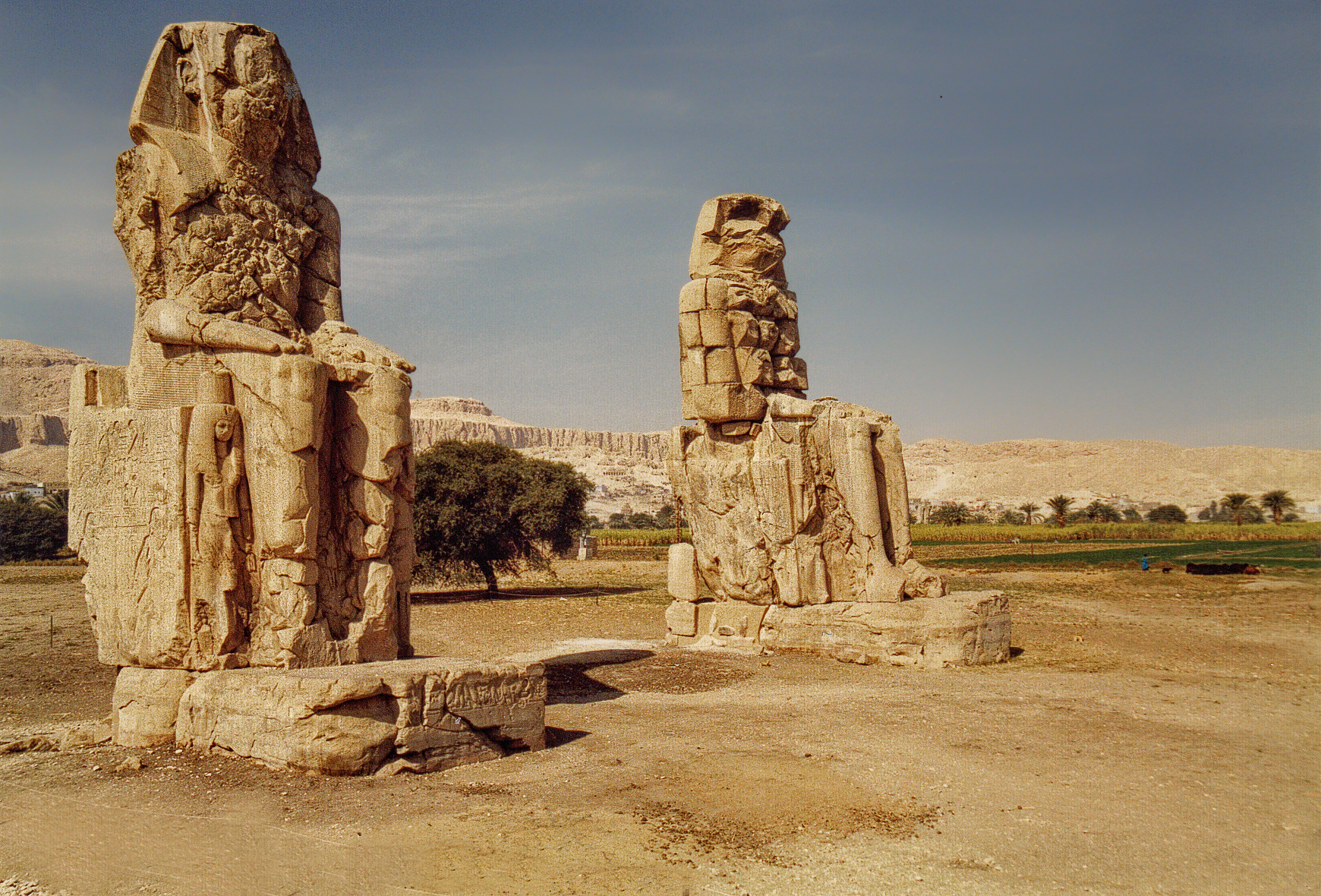
멤논의 거상

페르는 수년간 멀리 떠나 있으면서 모로코 해안에서 사업가로 활동하는 등 여러 가지 직업을 가지고 다양한 역할을 수행한다. 여기서 그는 자신의 인생관을 설명하는데, 우리는 그가 이교도 상을 중국에 보내고 노예 매매를 하는 등 비윤리적인 거래에 관여하는 사업가임을 알게 된다. 그는 자신을 변호하면서 중국에 선교사도 보냈고 노예들을 잘 대우했다고 지적한다.
그가 그리스 반란을 진압하는 터키를 지지하기로 결정하자 동료들은 그의 재산을 훔쳐 해변에 홀로 남겨둔다. 그는 도난당한 베두인족의 장비를 발견하고, 그 옷을 입고 현지 부족에게서 예언자로 추앙받는다. 그는 족장의 딸 아니트라를 유혹하려 하지만, 그녀는 그의 돈과 반지를 훔쳐 달아나 버린다.
그 후 그는 역사가가 되기로 결심하고 이집트로 여행을 떠난다. 그는 사막을 헤매다가 멤논의 거상과 스핑크스를 지나간다. 스핑크스를 뵈위그라고 생각하고 말을 걸다가 현지 정신병원의 원장을 만나는데, 그 원장 자신도 정신이 나가 있어서 페르를 최고의 지혜를 가져온 자로 여긴다. 페르는 정신병원에 가서 모든 환자가 다른 사람은 신경 쓰지 않은 채 자기만의 세계에서 살며 자기 자신이 되어 있음을 깨닫는다. 젊은 시절 페르는 황제가 되는 꿈을 꾸었다. 이곳에서 그는 마침내 '자아'의 황제로 추앙받는다. 페르는 절망하며 "모든 바보들의 관리자", 즉 신을 부른다.

### 제5막
마침내 노인이 되어 집으로 돌아오던 중에 페르는 배가 난파된다. 승객들 중에서 그는 기이한 승객을 만나는데, 이 승객은 꿈의 기원을 찾기 위해 페르의 시신을 이용하고 싶어 한다. 이 승객은 페르를 혼비백산하게 만든다. 페르는 모든 재산을 잃은 채 가련하고 심술궂은 노인이 되어 해변에 도착한다.
노르웨이로 돌아온 페르는 농부의 장례식과 경매에 참석하는데, 그곳에서 자신의 과거 삶의 모든 것을 팔려고 내놓는다. 경매는 한때 결혼식이 열렸던 바로 그 농장에서 열린다. 페르는 비틀거리며 걸어가다가 자신이 하지 않은 모든 것과 마주하게 된다. 불리지 않은 노래들, 만들어지지 않은 작품들, 흘리지 않은 눈물들, 그리고 한 번도 묻지 않은 질문들이다. 어머니가 돌아와서 자신의 임종이 잘못되었다고 말한다. 그가 헛소리로 어머니를 천국으로 이끌지 못했다는 것이다.
페르는 도망치다가 단추 주물공과 마주치는데, 단추 주물공은 페르가 삶에서 언제 어디서 "자기 자신"이었는지 설명하지 못한다면 다른 불량품들과 함께 녹여야 한다고 주장한다. 페르는 항변한다. 그는 오직 자기 자신이었을 뿐, 다른 것은 아무것도 아니었다고 말이다. 그때 트롤 왕을 만나는데, 트롤 왕은 페르가 평생 인간이 아닌 트롤로 살았다고 말한다.
단추 주물공은 녹여지지 않으려면 뭔가를 내놓아야 한다고 말한다. 페르는 자신의 죄를 고해할 신부를 찾는데, "마른 자"(악마)라는 인물이 나타난다. 마른 자는 페르가 지옥에 보낼 만한 진정한 죄인이 될 수 없다고 생각한다. 그는 중대한 죄를 저지르지 않았기 때문이다.
마지막에 페르는 자신의 인생이 상실되었다는 것을 깨닫고 절망한다. 그는 아무것도 아니다. 하지만 바로 그 순간, 솔베이그가 노래를 부르기 시작한다. 페르가 지은 오두막이 가까이 있지만, 그는 들어가지 못한다. 페르 안의 뵈위그가 "돌아가라"고 말한다. 단추 주물공이 나타나 죄목 목록을 요구하지만, 솔베이그가 보증하지 않는 한 페르는 내놓을 것이 없다. 그때 페르는 솔베이그에게 다가가 자신의 죄를 용서해달라고 한다. 하지만 그녀는 "당신은 전혀 죄를 짓지 않았어요, 나의 사랑하는 소년이여"라고 답한다.
페르는 이해하지 못한다. 그는 자신이 길을 잃었다고 믿는다. 그는 그녀에게 묻는다. "우리가 마지막으로 만난 이후로 페르 귄트는 어디에 있었소? 이마에 하느님의 표식을 지니고 온전하고 진실된, 내가 되었어야 할 그 사람으로서 나는 어디에 있었소?" 그녀는 답한다. "나의 믿음 속에, 나의 희망 속에, 나의 사랑 속에 있었어요." 페르는 비명을 지르며 어머니를 부르고 그녀의 무릎에 얼굴을 묻는다. 솔베이그는 자장가를 불러주고, 비록 무대 지시나 대사로 그의 죽음이 명시되어 있지는 않지만, 그는 아마도 이 마지막 장면에서 죽는 것으로 보인다.
모퉁이 뒤에서는 하느님이 보낸 단추 주물공이 여전히 기다리고 있다. "페르, 우리는 마지막 갈림길에서 만날 것이오. 그리고 그때 우리는 보게 될 것이오... 더 이상 말하지 않겠소."

## 분석
클라우스 반 덴 베르크는 《페르 귄트》에 대해 다음과 같이 주장한다.
...이 작품은 문체상 위험한 지대이다. 낭만주의적 기원을 가지고 있으나, 새롭게 등장하는 모더니즘의 단편화를 예견하기도 한다. 노르웨이 산악 지대에서 북아프리카 사막에 이르는 페르의 여정을 담은 이 영화적 대본은 시와 사회 풍자, 현실적 장면과 초현실적 장면을 혼합한다. 대중 사회에서 고립된 개인들의 아이러니가 두 명의 겉보기에 양립할 수 없는 연인의 이야기에 스며들어 있다. 깊이 헌신적인 솔베이그와, 일관된 인물이라기보다는 투영의 표면에 가까운 피상적인 페르의 이야기 말이다. 《페르 귄트》에서 도출할 수 있는 가장 단순한 결론은 작가의 웅변적인 산문으로 표현되어 있다. "거짓말을 하면, 당신은 진짜입니까?"
《서구 캐넌》이라는 책에서 문학 평론가 해럴드 블룸은 《페르 귄트》의 통상적인 해석에 이의를 제기하며 다음과 같이 말한다:
괴테의 파우스트보다도, 페르야말로 르네상스 시대의 상상력이 빚어낸 가장 위대한 인물들의 거대함을 지닌 19세기의 유일한 문학적 인물이다. 디킨스, 톨스토이, 스탕달, 위고, 심지어 발자크도 페르 귄트만큼 풍부하고 대담하며 생명력 넘치는 단일 인물을 창조하지 못했다. 그는 처음에는 단지 그러한 탁월함의 후보자로는 부적절해 보일 뿐이다. 우리는 말한다, 그가 일종의 노르웨이판 난봉꾼이 아닌가? 여자들에게 놀랍도록 매력적이고, 일종의 가짜 시인이며, 자기도취자이자 우스꽝스러운 자기 숭배자이며, 거짓말쟁이에 유혹자이자 과대망상적인 자기기만자라고. 하지만 이는 시시한 도덕적 비난일 뿐이다. 마치 폴스타프를 비난하는 학자들의 합창과 너무나도 닮았다. 사실 페르는 폴스타프와 달리 위대한 재치를 가지지는 않았다. 하지만 야훼적이고 성서적인 의미에서, 악당 페르는 축복을 받았다: 더 많은 생명력을.

## 집필 과정
1867년 1월 5일, 입센은 출판업자인 프레데리크 헤겔에게 이 작품에 대한 계획을 담은 편지를 썼다. "최근 시대의 노르웨이 민간설화에서 나온 반은 전설적이고 반은 허구적인 인물을 주인공으로 하는 긴 운문극이 될 것입니다. 《브란》과는 전혀 닮지 않을 것이며, 직접적인 논쟁이나 그와 비슷한 것도 전혀 포함하지 않을 것입니다."
그는 1월 14일에 《페르 귄트》를 쓰기 시작했는데, 이전의 운문극인 《브란》(1865년 작)이나 《사랑의 희극》(1862년 작)보다 훨씬 다양한 운율을 운문에 사용했다. 처음 두 막은 로마에서, 세 번째 막은 이스키아섬 북부의 카사미초라에서 완성했다.
이 기간 동안 입센은 빌헬름 베리쇠와 "인간을 다시 주조할 만큼 큰" 주물 국자의 장면을 무대에 올리는 가능성을 논의하면서 "이 작품은 공연용이 아닌 것 같다"고 말했다. 입센은 8월 8일에 세 막을 출판업자에게 보내면서 편지를 함께 보냈다. "페르 귄트는 구드브란스달에서 살았던 실존 인물로, 아마도 지난 세기 말이나 이번 세기 초쯤이었을 것입니다. 그의 이름은 그곳 사람들 사이에서 아직도 유명하지만, 아스비에른센의 《노르웨이 민담집》('산의 이야기들'이라는 장에)에 나오는 것 외에는 그의 삶에 대해 알려진 것이 많지 않습니다." 그 이야기들에서 페르 귄트는 세 명의 낙농장 처녀들을 트롤들에게서 구하고, 원래는 거대한 지렁이 모양의 트롤이었던 뵈위그를 쏘아 죽인다. 페르는 자신의 업적에 대해 과장된 이야기를 하기로 유명했는데, 이는 극중 페르가 물려받은 특징이다. 극의 첫 장면에서 페르가 어머니에게 들려주는 "순록 타기" 이야기도 이 출처에서 나온 것이지만, 오세가 지적했듯이 원래는 보고의 구드브란드 글레스네가 순록을 타고 여행하다가 마침내 쏘아 죽였다는 이야기였다.
8월 14일 이스키아에서 지진이 발생한 후 입센은 소렌토로 떠나 마지막 두 막을 완성했고, 10월 14일에 희곡을 완성했다. 한 달 후 코펜하겐에서 1,250부의 초판이 출간되었다.

## 배경
입센의 이전 작품인 《브란》은 "전부 아니면 전무"의 철학을 설파했다. 의지가 확고하고 냉혹하며 단호한 브란은 이상을 추구하는 과정에서 자신의 길을 방해하는 모든 것을 뚫고 나갔다. 《페르 귄트》는 《브란》과 균형을 이루는 보색과도 같은 작품이다. 철의 의지를 지닌 브란과는 대조적으로, 페르는 의지가 없고 불완전하며 우유부단하다. 페르는 자신이 직면한 모든 문제를 "돌아간다."
《브란》은 문학적으로 엄청난 성공을 거두었고, 사람들은 입센의 다음 작품이 무엇일지 궁금해했다. 이 무렵 극작가는 노르웨이 정부와 트론헤임 과학협회로부터 받은 두 건의 지원금 덕분에 재정적 걱정에서 벗어날 수 있었다. 이를 통해 그는 구속 없이 작품 활동에 전념할 수 있게 되었다. 그는 가족과 함께 프라스카티로 갔고, 그곳 팔라초의 방에서 지중해를 내려다보며 새로운 희곡을 구상했다. 그는 작품의 내용에 대해 깊은 침묵을 지켰고, 출판업자 헤겔에게 가능한 한 많은 신비감을 조성해달라고 부탁했다.

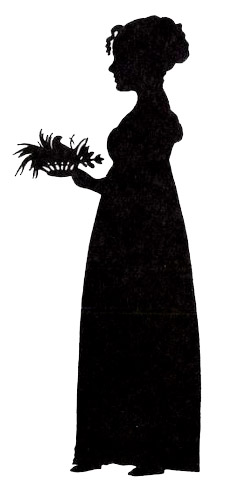
입센의 어머니 마리켄 알텐부르크는 페르 귄트의 어머니 오세의 모델이 되었다.

귄트 가문의 묘사는 입센 자신의 가문인 시엔의 입센/파우스 가문과 어린 시절의 기억을 바탕으로 한 것으로 알려져 있다. 게오르그 브라네스에게 보낸 편지에서 입센은 자신의 가족과 어린 시절이 귄트 가문의 "일종의 모델"이 되었다고 썼다. 페테르 한센에게 보낸 편지에서 입센은 페르 귄트의 어머니인 오세가 자신의 어머니 마리켄 알텐부르크를 바탕으로 했다고 확인했다. 욘 귄트라는 인물은 파산하기 전까지 부유한 상인이었던 입센의 아버지 크누트 입센을 바탕으로 한 것으로 여겨진다. 심지어 귄트 가문의 조상인 부유했던 라스무스 귄트라는 이름도 입센 가문의 가장 오래된 조상에게서 빌려온 것이다. 따라서 페르 귄트라는 인물은 헨리크 입센 자신의 아이러니한 표현으로 해석될 수 있다. 입센 자신의 삶과 놀라운 유사점이 있다. 입센 역시 27년 동안 해외에서 살았으며 고향을 다시 마주할 수 없었다.

## 그리그의 음악
입센은 에드바르 그리그에게 이 연극을 위한 부수 음악을 작곡해달라고 요청했다. 그리그는 약 90분 분량의 음악을 작곡했다. 그리그는 부수음악에서 각각 4곡으로 구성된 두 개의 모음곡(작품 46번과 작품 55번)을 발췌했는데, 연주회용 음악으로 매우 인기를 끌었다. 부수음악의 성악 부분 중 하나인 "산 속 마왕의 궁전에서"는 성악 부분을 제외하고 제1모음곡에 포함되었다. 원래 제2모음곡에는 "산왕의 딸의 춤"이라는 다섯 번째 곡이 있었으나, 그리그는 이를 철회했다. 그리그 자신은 입센이 제안한 것을 엄격히 따르는 것보다 "자신의 머리에서 나온" 음악을 만드는 것이 더 쉽다고 선언했다. 예를 들어, 입센은 4막에서 "국제적인" 친구들을 특징짓기 위해 해당 국가의 국가(노르웨이, 스웨덴, 독일, 프랑스, 영국)를 혼합한 음악을 원했다. 전해지는 바에 따르면, 그리그는 이 작업을 할 만한 기분이 아니었다고 한다.
이 모음곡의 음악, 특히 제1모음곡의 시작을 알리는 "아침의 기분", "산 속 마왕의 궁전에서", 현악기의 애가 "오세의 죽음"은 이후 수많은 편곡과 사운드트랙 등에서 다시 등장했다.
《페르 귄트》를 위한 극음악을 쓴 다른 노르웨이 작곡가들로는 하랄 세베루드(1947년), 아르네 노르드하임(1969년), 케틸 호슬레프(1993년), 욘 모스타드(1993~4년)가 있다. 군나르 쇤스테볼드(1966년)는 《페르 귄트》의 발레 버전을 위한 음악을 작곡했다.

## 주해
1. ↑  부드러운 G음으로 발음하는 no(윈트)가 역사적으로 더 정확한 발음이지만, 현재 노르웨이에서는 매우 드물게 쓰인다.[1]

## 참고문헌
- Banham, Martin, ed. 1998. The Cambridge Guide to Theatre. Cambridge: Cambridge University Press. ISBN 0-521-43437-8.
- Brockett, Oscar G. & Franklin J. Hildy. 2003. History of the Theatre. 9th international edition. Boston, MA: Allyn & Bacon. ISBN 0-205-41050-2.
- Farquharson Sharp, R., trans. 1936. Peer Gynt: A Dramatic Poem. Henrik Ibsen. Edinburgh: J.M. Dent & Sons / Philadelphia, PA: J.B. Lippincott. Available in online edition.
- McLeish, Kenneth, trans. 1990. Peer Gynt. Henrik Ibsen. Drama Classics ser. London: Nick Hern, 1999. ISBN 1-85459-435-4.
- Meyer, Michael, trans. 1963. Peer Gynt. Henrik Ibsen. In Plays: Six. World Classics ser. London: Methuen, 1987. 29–186. ISBN 0-413-15300-2.
- –––. 1974. Ibsen: A Biography. Abridged. Pelican Biographies ser. Harmondsworth: Penguin. ISBN 0-14-021772-X.
- Moi, Toril. 2006. Henrik Ibsen and the Birth of Modernism: Art, Theater, Philosophy. Oxford / New York: Oxford University Press. ISBN 978-0-19-920259-1.
- Oelmann, Klaus Henning. 1993. Edvard Grieg: Versuch einer Orientierung. Egelsbach Cologne New York: Verlag Händel-Hohenhausen. ISBN 3-89349-485-5.
- Schumacher, Meinolf. 2009. "Peer Gynts letzte Nacht: Eschatologische Medialität und Zeitdehnung bei Henrik Ibsen". Figuren der Ordnung: Beiträge zu Theorie und Geschichte literarischer Dispositionsmuster. Ed. Susanne Gramatzki and Rüdiger Zymner. Cologne: Böhlau. pp. 147–162. ISBN 978-3-412-20355-9 Available in online edition.
- Watts, Peter, trans. 1966. Peer Gynt: A Dramatic Poem. By Henrik Ibsen. Harmondsworth: Penguin. ISBN 0-14-044167-0.
- Williams, Raymond. 1966. Modern Tragedy. London: Chatto & Windus. ISBN 0-7011-1260-3.
- –––. 1989. The Politics of Modernism: Against the New Conformists. Ed. Tony Pinkney. London and New York: Verso. ISBN 0-86091-955-2.
- –––. 1993. Drama from Ibsen to Brecht. London: Hogarth. ISBN 0-7012-0793-0.